# Patrick Müller (voetballer)
Patrick Müller (Genève, 17 december 1976) is een voormalig Zwitsers voetballer (verdediger) die zijn carrière beëindigde in 2010 bij AS Monaco. Voordien speelde hij onder andere voor Servette FC, RCD Mallorca en FC Basel. Met Basel werd hij een keer landskampioen in Zwitserland en met Olympique Lyon werd hij driemaal landskampioen van Frankrijk.
Müller heeft de UEFA-managmentopleiding Executive Master for International Players (MIP) gedaan.

## Interlandcarrière
Müller speelde in totaal 81 wedstrijden voor de Zwitsers nationale ploeg, waarin hij drie keer scoorde. Op 22 april 1998 maakte hij op Windsor Park zijn debuut tegen Noord-Ierland. Müller trad in dat met 1-0 verloren vriendschappelijke duel na zestig minuten aan als vervanger van spits Stéphane Chapuisat. Hij zat in de selectie die op de eindronde van het EK 2004, het WK 2006 en EK 2008 speelde.

## Privé
Müller is getrouwd met Katia en heeft twee kinderen, een dochter Norah (2004) en een zoon Dan (2006).

## Erelijst
FC Basel
- Axpo Super League

2005